# Renée Vidal
Pour les articles homonymes, voir Vidal.
Renée Vidal, née Zélia Rose Claudine Vidal à Perpignan le 26 mai 1861 et morte à Ille-sur-Têt (Pyrénées-Orientales) le 15 octobre 1911, est une chanteuse mezzo-soprano et contralto française.

## Biographie
Zélia Rose Claudine Vidal est née au no 5 de la Rue du Four Saint-Jacques à Perpignan le 26 mai 1861 ; ses parents sont Narcisse Vidal, propriétaire, et Angélique Estève.

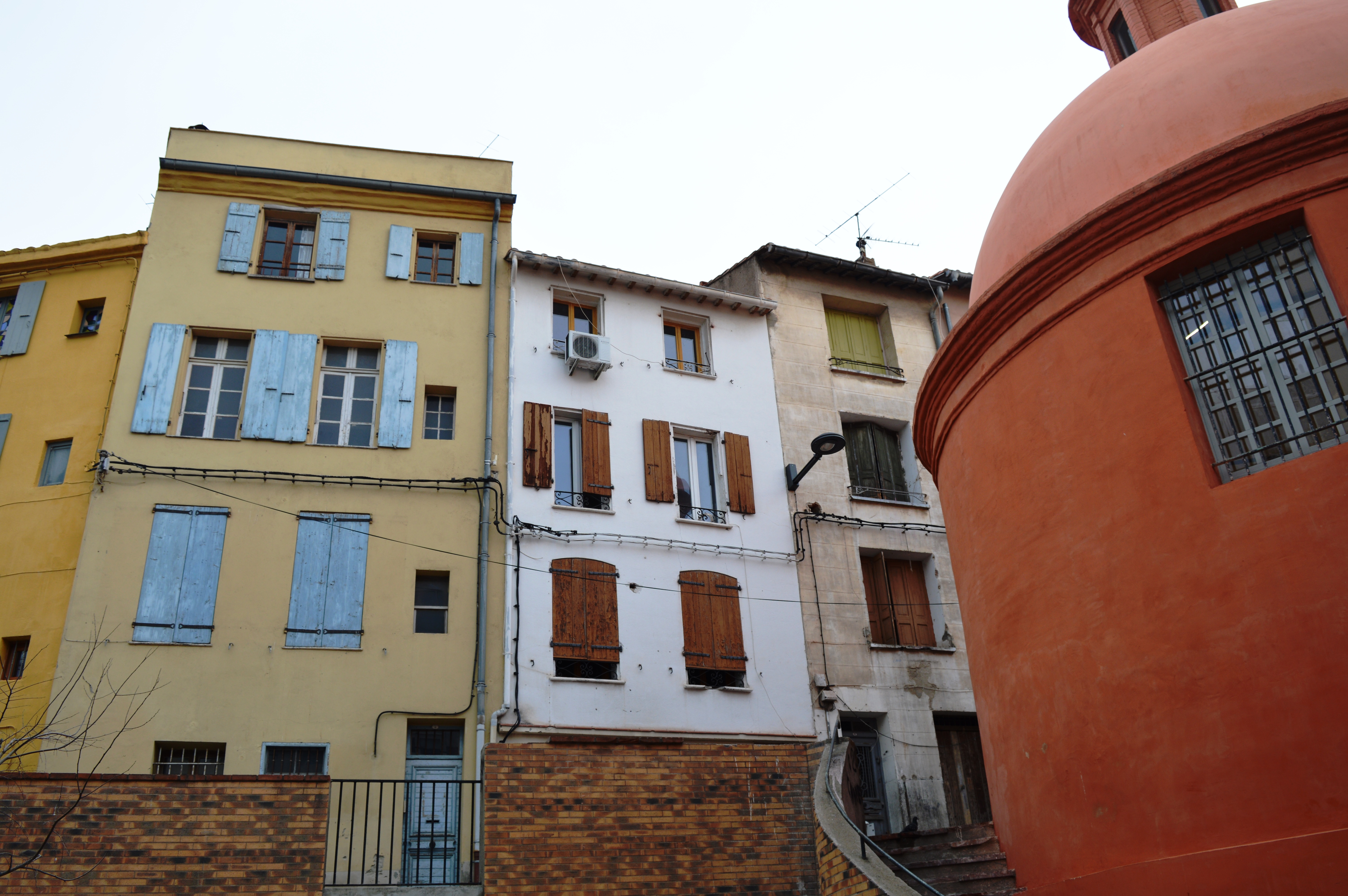
À gauche (maison jaune), la maison natale de Renée Vidal.

Après être passée au conservatoire de Perpignan, Zélie Vidal poursuit sa formation au conservatoire de Paris où elle obtient un premier accessit à l'âge de vingt-trois ans et de nombreux éloges dans la presse parisienne, ce qui lui permet d'obtenir une subvention de 200 fr du conseil général des Pyrénées-Orientales, sollicitée par son père (alors installé à Ille). Ayant choisi Renée Vidal comme nom de scène, elle est ensuite engagée à l'opéra de Marseille puis à celui de Lyon, sous la direction de Campocasso. Revenue à l'opéra de Paris, elle y rencontre le succès dans Aida de Verdi et dans Le Prophète de Meyerbeer. Sa notoriété grandissante la conduit à jouer dans de nombreuses salles à travers le monde et lui vaut un temps l'admiration de personnages aussi divers que Camille Saint-Saëns, le président de la République Armand Fallières ou le tsar Nicolas II (qui lui offre une bague de diamant). Certaines célébrités viendront même séjourner dans son château de la Sybille, qu'elle fait construire à Ille-sur-Têt en 1889,,.
Le 1er juin 1904, elle épouse un médecin, Abel Planet. Elle abandonne alors sa carrière de chanteuse lyrique et se retire à Ille-sur-Têt, où elle meurt en 1911. Son tombeau est situé dans la montagne en surplomb de son château.